# Mosaic del sacrifici d'Ifigenia
El Sacrifici d'Ifigenia és el mosaic més cèlebre dels trobats a Empúries (l'Escala, Alt Empordà). Va ser trobat el 1849 durant l'etapa d'excavacions sense planificació d'aquest jaciment en una domus de la ciutat romana. Representa el tema mitològic del sacrifici d'Ifigenia en un quadrat d'un mig metre de costat.

## Història
La seva troballa s'ha atribuït generalment el 1849 i de manera casual. Tanmateix, sembla que hi havia una intencionalitat en la recerca d'antiguitats en el terreny, ja que el 1848 es constituí una societat formada per diversos veïns de l'Escala que adquiriren el solar de mitja vessana "[…] al objecto de buscar preciosidades y conservar las antigüedades o restos de edificios que la casualidad ofreciere o quizá se hallaren". Com a accionistes d'aquesta societat, hi havia, entre d'altres, importants col·leccionistes d'antiguitats emporitanes com Francesc de Maranges, Gabriel Molina (autor del capítol relatiu a Empúries del Diccionario geográfico de Pascual Madoz) i Joaquim Pujol i Santo (membre fundador de la Comissió de Monuments de Girona). Segons Buscató i Pujol, aquesta societat tindria originalment l'objectiu de desenterrar antiguitats per a les col·leccions dels accionistes. Tanmateix, respecte a la troballa del mosaic, vista la impossibilitat de repartir-lo entre els associats, decidiren vendre'l. Per tal de protegir-lo de les inclemències i del possible robatori, hi bastiren una caseta d'obra. Passats els anys, no apareixia un comprador disposat a pagar el preu que en demanaven. És també rellevant l'inici de les excavacions d'Empúries per l'Institut d'Estudis Catalans endegades per Puig i Cadafalch el 1908. Sembla que, amb astúcies legals, la societat privada acabà en mans majoritàries dels germans Francisco i José Maria Maranges y Oliveras, cap al 1909. Aquests prosseguiren amb la idea de vendre el mosaic. Per deutes contrets per José María, la seva propietat passà a subhasta i, el 1914, la meitat del mosaic passà a titularitat pública, mercès al dret de tanteig i retracte que tenia l'estat espanyol. La peça fou arrencada del terra el 1937 per ordre d'Emili Gandia, llavors director en funcions, tot i la seva jubilació, per tal de protegir-lo de l'estada de les tropes republicanes que en època de la Guerra Civil havien confiscat del jaciment i instal·lat tropes i artilleria. Gandia traslladà el mosaic i altres objectes a la seu del Museu Arqueològic de Catalunya a Barcelona. Allà fou restaurada i l'altra meitat de la propietat fou obtinguda per l'estat (1940). Un cop passada la guerra, el mosaic fou traslladat al Museu d'Empúries (1956).

## Tema i composició
La peça, de forma gairebé quadrada, mesura 55 cm d'amplada per 60 cm de llarg i està datada del segle I. El motiu figuratiu representa un episodi de la Ilíada en què Ifigenia, la filla major del rei Agamèmnon, ha de ser sacrificada per son pare, quan de camí a Troia per a participar en la Guerra de Troia, els vaixells d'Agamèmnon (rei de Micenes) van quedar aturats a Aulis a causa del vent. Calcant va revelar un oracle segons el qual l'única manera d'aplacar Àrtemis era sacrificant la seva filla Ifigenia. Unes fonts afirmen que el rei culminà el sacrifici, però la majoria afirma que va sacrificar un cabró (el déu Pan transformat) en el seu lloc. D'altres fonts afirmen que Agamèmnon estava preparat pel sacrifici de la seva filla, però Àrtemis la substituí per una cérvola i se l'emportà a Tàurida (avui dia a Crimea), on la va fer servir com a sacerdotessa, concedint-li el do de la immortalitat.
Realitzat amb la tècnica del mosaic de l'època romana però d'influència hel·lenística, va ser elaborat a partir de tessel·les de diferents colors, que s'empraven en tot el món antic per a la decoració de paviments d'interiors. Els experts pensen que copia una pintura hel·lenística, ja que la pintura hel·lenística sentia interès per aquests efectes de llum i d'òptica. Tot i això, la brusquedat amb què els colors es juxtaposen, sense transicions graduals, i la renúncia a efectes de perspectiva aèria, semblen indicar que aquest mosaic va ser executat a l'últim terç del segle i.
En primer pla hi ha un altar, envoltat de branques, en què es recolzen una torxa, un bucrani, i un quadret amb una herma itifàl·lica. A l'esquerra de l'altar es troba Agamèmnon; al centre, Ulisses i Ifigenia; més a la dreta Calcant, de blanc; amb una cinta al cap i a la mà destra l'empunyadura del ganivet, i Menelau, duent un ceptre.
En un segon terme, quatre joves sense armes, un d'armat, i un cap femení, que es mostra darrere de l'espatlla d'Ulisses. Sobre una columna, hi ha una estàtua d'Apol·lo. Darrere, Diana amb un cérvol i uns xiprers. Al peu de la columna s'hi recolza un escut.